# Меканиксвилл (Оттава)

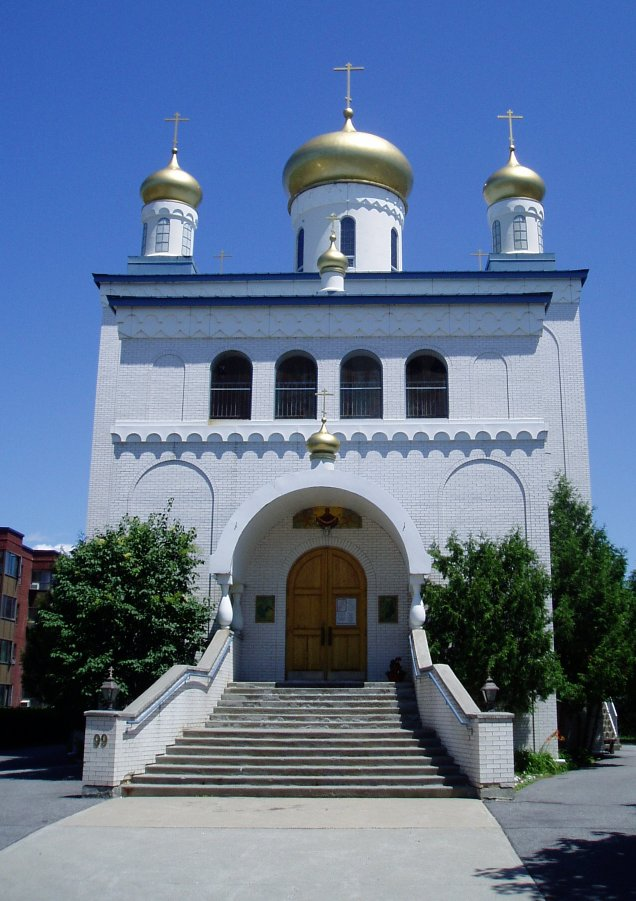
Храм Покрова Пресвятой Богородицы на Stonehurst Drive.

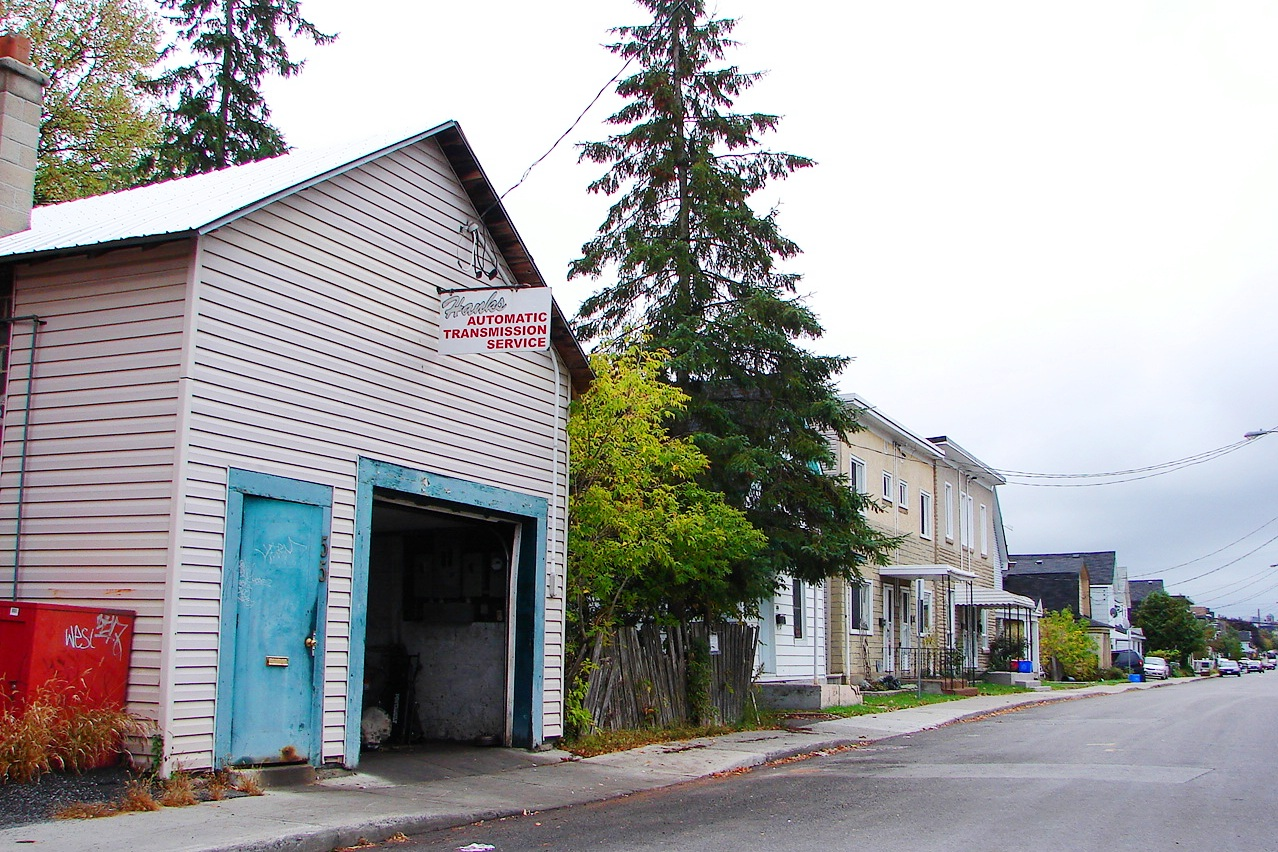
Жилые кварталы.

Меканиксвилл (англ. Mechanicsville) — район города Оттава. Расположен к западу от центральной части города. Северной границей является река Оттава, восточной — линия Оттавского лёгкого метро, за которой находятся Лебретонские равнины и Сентертаун-Уэст, южной — Скотт-стрит, за которой находится Хинтонберг, западной — Паркдейл-авеню, за которой расположен квартал правительственных зданий Таннис-Песчер.

## История
Первые дома района, относительно скромные, с деревянными каркасами и кирпичной отделкой, были сооружены около 1875 года.
Территория района была присоединена к городу Оттава в 1911 году. По городским слухам, название района связано с тем, что изначально в нём проживали «синие воротнички» — городские рабочие, в особенности сотрудники железной дороги. Название Меканиксвилл используется впервые уже в 1879 году, когда оно впервые упоминается в «Историческом атласе округа Карлтон, посёлок Непин» Белдена. В то время территория района была значительно меньше современной, его западной границей была дорога, ныне ставшая улицей Паркдейл-авеню.
В 1950-е и 1960-е годы, когда Национальная столичная комиссия проектировала Шоссе реки Оттава, вдоль реки в районе было снесено большое количество домов, а на их территории создана парковая зона и земляной барьер от разлива реки.
В 1970-е и 1980-е годы расширение Скотт-стрит и развитие линии городского скоростного автобуса вдоль прежней железнодорожной линии (ныне Скотт-стрит) отсекло эту территорию от территории к югу от Скотт-стрит, которая ранее причислялась к Меканиксвиллу.
В 2007 году в районе произошёл серьёзный пожар.

## Характеристика
Район является в основном жилым, состоит из сайдинговых домов с деревянным каркасом. Улицы — с перпендикулярной планировкой. Вдоль Паркдейл-авеню расположено несколько высотных жилых зданий. На востоке вдоль Бейвью расположена старая промышленная зона.
В Меканиксвилле имеется хорошо развитая сеть автобусного сообщения.

## Русская община
Одной из достопримечательностей является церковь Покрова Божьей Матери, рядом с которой расположен дом для престарелых им. Святого Владимира. При церкви существует самая старая в Оттаве русская община, корни которой восходят ещё к советским временам. Церковь была построена в 1988 году в память Тысячелетия крещения Руси.
В 1999 году настоятель церкви Димитрий Север и его паства изъявили желание перейти из юрисдикции Русской православной церкви за рубежом под юрисдикцию РПЦ, однако суд не поддержал настоятеля, и епископ Михаил (Донсков) лишил Севера сана священника.